# 中将タカノリ
中将 タカノリ（ちゅうじょう たかのり、1984年3月8日 - ）は、日本のシンガーソングライター、音楽評論家、ラジオパーソナリティ。血液型A型。身長171cm、体重57kg。

## 来歴
- 奈良県奈良市出身。大阪桐蔭中学校・高等学校を経て[2]、関西学院大学文学部日本文学科を中退[3]。
- 少年期に沢田研二に衝撃を受けミュージシャンを志す[4]。
- 大学在学中に加賀テツヤと出会い、彼の薦めとバックアップのもと2005年に芸能活動を開始。内田裕也、加橋かつみ、桑名正博らグループサウンズや加賀テツヤ周辺のミュージシャンと共演を重ねた。
- 2012年からは音楽評論家としても活動。さまざまなメディアで昭和時代の歌謡曲やJ-POP、芸能界事情について紹介している[5]。
- 2017年3月、田中友直と共にレコード会社、芸能プロダクションの合同会社音楽事務所LAZY ARTを設立。自ら音楽プロデューサーとして数々の作品を手がけている。

## 人物
- 影響を受けた音楽に沢田研二、尾崎紀世彦、キャロル、安全地帯、ポール・アンカ、ニール・セダカ、デル・シャノンなど。
- 芸能活動のきっかけをくれた加賀テツヤを恩人として尊敬しており、追悼イベントやザ・リンド&リンダース関連の企画に積極的に関わっている。記事の題材としてとりあげることも多い[6]。
- 2019年1月22日放送のバイキング(フジテレビ)にコメンテーターとして出演し、前年に発生した沢田研二のさいたまスーパーアリーナ公演ドタキャン騒動について解説。あくまで沢田サイドに非が無いことを主張した[7]。
- 2010年に16歳年上の女性と入籍している[8]。
- 土曜はダメよ!(読売テレビ)の「ギョーテン推理! 月収ぶっちゃけハウマッチ!!NEO」のコーナーに出演し当時の自宅と月収を公開したことがある[9]。
- 大衆酒場や立ち飲みを好み、大阪、神戸の酒場事情に詳しい[10]。

## ディスコグラフィー

### シングル
- 『西のラブソング』 （京田クリエーション, 2015年10月3日） - 会場限定発売「まいどおおきに！方言100人展9」企画楽曲
- 『リメンバー』 （LAZY ART, 2016年3月6日）
- 『雨にうたれて』 （LAZY ART, 2017年7月19日） -  『中将タカノリ・橋本菜津美の昭和卍パラダイス』（ラジオ関西）テーマ曲
- 『かっこよくないね』 （LAZY ART, 2023年9月27日）

中将タカノリ・橋本菜津美
- 『夜間飛行～星に抱かれて～』 （LAZY ART、キングレコード, 2023年5月10日） -  空飛ぶタクシー事業イメージソング

### アルバム
- 『PLASTIC JEWELRIES』 （オレンジレコーズ, 2011年10月12日）
- 『みなとまち』 （LAZY ART, 2025年2月19日）

### 他アーティストへの提供曲
- 『カムバックピリカ』秋葉令奈
- 『女ごころ』小林真
- 『よせよ』小林真佐美
- 『家族のきずな』ファンキーコバ
- 『あなたの帰りをまってます』ファンキーコバ

### DVD
- 『加賀テツヤ 7回忌メモリアル〜 ザ・リンド＆リンダース ラストステージ』 （LAZY ART, 2014年12月7日）
- 『大阪歌謡曲ナイト 総集編 其の壱』（LAZY ART, 2024年5月29日）
- 『もっとがんばれ!中将タカノリ40歳のキセキ』（LAZY ART, 2025年5月21日）

### その他参加作品
- テクノ、ニューウェーブのコンピレーション・アルバム『FUTURETRON RECYCLER』に安全地帯『熱視線』で参加。』 （LAZY ART, 2019年9月25日）

## 出演

### テレビ
- 『熱唱!ミリオンシンガー』（日本テレビ） - 審査員
- 『バイキングMORE』（フジテレビ） - コメンテーター
- 『THE TIME,』（TBS） - 解説
- 『痛快!明石家電視台』（毎日放送） -
- 『土曜はダメよ!』（よみうりテレビ） -
- 『朝生ワイド す・またん!』（よみうりテレビ） -
- 『もっとがんばれ！中将タカノリ40歳のキセキ』（サンテレビ） -
- 『住洋樹のこのまちがサンクチュアリ』（サンテレビ） - レギュラー出演

など

### ラジオ
- 『中将タカノリ・橋本菜津美の昭和卍パラダイス』 (2022年1月～ラジオ関西)

### CM
- 『うえほんまちハイハイタウン』 (2016年8月～)

## 執筆

### 連載
『あの頃ＧＳがいた』（週刊朝日）
など